# سی‌اف ایندستریس
سی‌اف ایندستریس (انگلیسی: CF Industries) شرکت صنایع شیمیایی آمریکایی است، که یکی از بزرگترین تولیدکنندگان کود جهان می‌باشد.